# Niqmato Shel Itziq Finkelstein
Niqmato Shel Itziq Finkelstein é um filme de drama israelita de 1993 dirigido e escrito por Enrique Rottenberg. Foi selecionado como representante de Israel à edição do Oscar 1995, organizada pela Academia de Artes e Ciências Cinematográficas.

## Elenco
- Moshe Ivgy
- Esteban Gottfried
- Dvora Kedar
- Alexander H. Cohen
- Cesar Ulmer